# عايشة مزمات
عايشة مزمات (ولدت 6 يونيو 1991 ببجاية، الجزائر) هي لاعبة كرة طائرة جزائرية. شاركت مع المنتخب الجزائري في كأس العالم 2011 وفازت معه بالميدالية الذهبية في الألعاب الإفريقية 2011. تلعب في منصب صد-وسط.

## معلومات الاندية
- النادي الحالي :Amiens vb
- النادي الأول  : ناصرية بجاية

## معلومات تقنية
الطول: 1,87 م
الارتقاء في السحق : 3,00 م
الارتقاء في الصد : 2,85 م